# کراتوز اسکار مزمن
کراتوز اسکار مزمن نوعی ضایعه پوستی پیش سرطانی است که در یک اسکار (جوشگاه) طولانی مدت ایجاد می‌شود.